# Akihito vanuatu
Akihito vanuatu é uma espécie de peixe da família Gobiidae e da ordem Perciformes.

## Morfologia
- Os machos podem atingir 4,3 cm de comprimento total e as fêmeas 3,93.[4]

## Alimentação
Alimenta-se de insectos aquáticos e crustáceos.

## Habitat
É um peixe de água doce, de clima tropical e bentopelágico.

## Distribuição geográfica
É encontrado na Oceania: Vanuatu.

## Observações
É inofensivo para os humanos.